# Lista de episódios de It's Always Sunny in Philadelphia

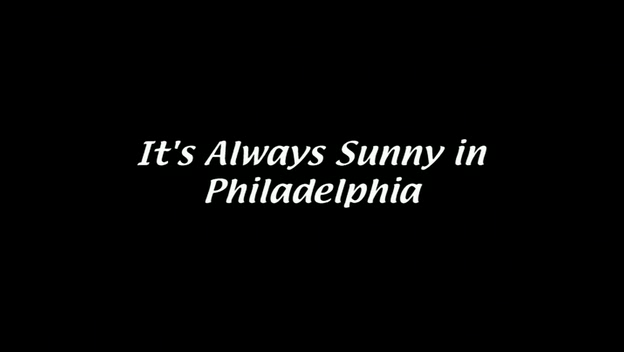
Logótipo de It's Always Sunny in Philadelphia.

A seguir apresenta-se a lista dos episódios de It's Always Sunny in Philadelphia, uma série de televisão de comédia transmitida pelo canal de televisão FX desde Agosto de 2005. Criada pelo actor e também produtor executivo Rob McElhenney, o seriado segue a vida do grupo de cinco amigos que se auto-intitula "A Gangue", cujos elementos são os gémeos Dennis (interpretado por Glenn Howerton) e Deandra "Sweet Dee" Reynolds (Kaitlin Olson), os seus amigos de infância Charlie Kelly (Charlie Day) e Ronald "Mac" McDonald (McElhenney), e o pai dos dois primeiros, Frank Reynolds (Danny DeVito), que é o proprietário do bar Paddy's Pub, localizado no sul do estado norte-americano de Filadélfia.
A primeira temporada de It's Always Sunny in Philadelphia teve o seu início no dia 5 de Agosto de 2005 e terminou no dia 15 de Setembro do mesmo ano, ao fim de sete episódios. Originalmente transmitida nas noites de quinta-feira, a série foi transferida para as noites de terça-feira após os seus dois primeiros episódios. A 7 de Outubro de 2005, o FX anunciou que, apesar das audiências baixas, iria renovar o seriado para uma nova temporada de treze episódios, emitida entre 29 de Junho a 17 de Agosto do ano seguinte. Ao contrário do previsto, a temporada teve apenas dez episódios. Após ser renovada a 7 de Novembro de 2006 para uma terceira temporada de quinze episódios, a série retornou na noite de 13 de Setembro de 2007 com dois episódios, tendo ela terminado a 15 de Novembro do mesmo ano. A quarta temporada, transmitida entre 18 de Setembro e 20 de Novembro de 2008, teve treze episódios. Em Julho de 2008, o presidente do FX, John Landgraf, encomendou mais 39 episódios da série durante o decorrer da quinta temporada. Estes episódios seriam provavelmente divididos em mais três temporadas, partindo do princípio de que cada uma delas teria treze episódios, o que significaria que o seriado iria durar, pelo menos, sete temporadas no total. A quinta temporada teve um episódio a menos em relação à anterior e iniciou a 17 de Setembro de 2009, com o seu fim a 10 de Dezembro, não cumprindo com o marcado, que foi a quinta-feira anterior. Devido ao uso de linguagem forte e obscena, a série foi então transferida para o horário das 22 horas. A sexta temporada, anunciada no início de Julho de 2010, foi emitida entre 16 de Setembro a 16 de Dezembro de 2010, ao fim de quatorze episódios. Em Outubro de 2009, a emissora anunciou que a série iria continuar até ao 84º episódio, que foi o último da sétima temporada, que estreou a 15 de Setembro de 2011 e terminou três meses depois. O primeiro episódio da temporada marcou a maior audiência de sempre do seriado. A oitava temporada de It's Always Sunny in Philadeplia foi transmitida entre 11 de Outubro a 20 de Dezembro de 2012, com dez episódios emitidos. Em Agosto de 2011, o FX anunciou que havia renovado a série para uma nona temporada, com estreia na primavera de 2013 em um novo canal de televisão: FXX. A série foi renovada para uma décima, décima primeira e décima segunda temporadas em Abril de 2014.
Até 19 de Julho de 2023, 170 episódios originais de It's Always Sunny in Philadelphia foram transmitidos no FX e FXX. A 1 de Abril de 2016, o seriado foi renovado para uma décima terceira e décima quarta temporadas, o que fez a série empatar com The Adventures of Ozzie and Harriet como a sitcom de live-action mais duradoura na história da televisão norte-americana. A décima terceira temporada estreou apenas em meados de Setembro de 2018 pois o elenco quis ter ter a oportunidade de trabalhar em projectos pessoais. Em Dezembro de 2020, a série foi renovada para um total de mais quatro temporadas, somando um total de dezoito, tornando-se assim a sitcom de live-action mais duradoura na história da televisão norte-americana.

## Resumo
| Temporada | Temporada | Episódios | Transmissão original                    | Emissora | Lançamento do DVD      | Lançamento do DVD       |
| Temporada | Temporada | Episódios | Transmissão original                    | Emissora | Região 1               | Região 4                |
| --------- | --------- | --------- | --------------------------------------- | -------- | ---------------------- | ----------------------- |
|           | 1         | 7         | 4 de Agosto — 15 de Setembro de 2005    | FX       | 4 de Setembro de 2007  | 2 de Junho de 2009      |
|           | 2         | 10        | 29 de Junho — 17 de Agosto de 2006      | FX       | 4 de Setembro de 2007  | 2 de Junho de 2009      |
|           | 3         | 15        | 13 de Setembro — 15 de Novembro de 2007 | FX       | 9 de Setembro de 2008  | 9 de Março de 2011      |
|           | 4         | 13        | 18 de Setembro — 20 de Novembro de 2008 | FX       | 15 de Setembro de 2009 | 30 de Março de 2011     |
|           | 5         | 13        | 17 de Setembro — 10 de Dezembro de 2009 | FX       | 14 de Setembro de 2010 | 29 de Fevereiro de 2012 |
|           | 6         | 13        | 16 de Setembro — 16 de Dezembro de 2010 | FX       | 13 de Setembro de 2011 | 13 de Março de 2013     |
|           | 7         | 13        | 25 de Setembro — 15 de Dezembro de 2011 | FX       | 9 de Outubro de 2012   | N/A                     |
|           | 8         | 13        | 11 de Outubro — 20 de Dezembro de 2012  | FX       | 3 de Setembro de 2013  | N/A                     |
|           | 9         | 10        | 4 de Setembro — 6 de Novembro de 2013   | FXX      | 2 de Setembro de 2014  | N/A                     |
|           | 10        | 10        | 14 de Janeiro — 18 de Março de 2015     | FXX      | 5 de Janeiro de 2016   | N/A                     |
|           | 11        | 10        | 6 de Janeiro — 9 de Março de 2016       | FXX      | 5 de Janeiro de 2016   | N/A                     |
|           | 12        | 10        | 4 de Janeiro — 8 de Março de 2017       | FXX      | N/A                    | N/A                     |
|           | 13        | 10        | 5 de Setembro — 7 de Novembro de 2018   | FXX      | N/A                    | N/A                     |
|           | 14        | 10        | 25 de Setembro — 27 de Novembro de 2019 | FXX      | N/A                    | N/A                     |
|           | 15        | 8         | 1 — 22 de Dezembro de 2021              | FXX      | N/A                    | N/A                     |
|           | 16        | 8         | 7 de Junho — 19 de Julho de 2023        | FXX      | N/A                    | N/A                     |

## Episódios

### 1.ª temporada (2005)
A temporada foi assistida por uma média de 1,139 mil telespectadores.
| N.º (série) | N.º (temp.) | Título                                  | Realizador       | Argumentista(s)              | Transmissão original   | Cód. de produção | Audiência (em milhões) |
| 1           | 1           | "The Gang Gets Racist"                  | John Fortenberry | Charlie Day & Rob McElhenney | 4 de Agosto de 2005    | 1P01001          | 1,418                  |
| 2           | 2           | "Charlie Wants an Abortion"             | John Fortenberry | Charlie Day & Rob McElhenney | 11 de Agosto de 2005   | 1P01003          | 0,840                  |
| 3           | 3           | "Underage Drinking: A National Concern" | Dan Attias       | Rob McElhenney               | 18 de Agosto de 2005   | 1P01006          | N/A                    |
| 4           | 4           | "Charlie Has Cancer"                    | Rob McElhenney   | Rob McElhenney               | 23 de Agosto de 2005   | 1P01004          | N/A                    |
| 5           | 5           | "Gun Fever"                             | Dan Attias       | Glenn Howerton               | 1 de Setembro de 2005  | 1P01005          | N/A                    |
| 6           | 6           | "The Gang Finds A Dead Guy"             | Dan Attias       | Rob McElhenney               | 8 de Setembro de 2005  | 1P01007          | N/A                    |
| 7           | 7           | "Charlie Got Molested"                  | John Fortenberry | Rob McElhenney               | 15 de Setembro de 2005 | 1P01002          | 1,090                  |

### 2.ª temporada (2006)
A 7 de Outubro de 2005, o FX anunciou que iria renovar It's Always Sunny in Philadelphia para uma segunda temporada, que por sua vez era composta por treze episódios. Contudo, inexplicavelmente, apenas dez episódios foram transmitidos. Esta renovação esteve para não acontecer, uma vez que a primeira temporada da série registou um fraco índice de audiências. A estreia desta temporada foi antecipada por uma emissão de três episódios da primeira temporada da série na rede de televisão FOX Broadcasting Company.
| N.º (série) | N.º (temp.) | Título                                          | Realizador     | Argumentista(s)                                              | Transmissão original | Cód. de produção | Audiência (em milhões) |
| 8           | 1           | "Charlie Gets Crippled"                         | Rob McElhenney | Rob McElhenney, Charlie Day, Glenn Howerton & Rob McElhenney | 29 de Junho de 2006  | 1P02001R         | 1,700                  |
| 9           | 2           | "The Gang Goes Jihad"                           | Dan Attias     | Rob McElhenney                                               | 29 de Junho de 2006  | 1P02002R         | 1,500                  |
| 10          | 3           | "Dennis and Dee Go on Welfare"                  | Dan Attias     | Rob McElhenney                                               | 6 de Julho de 2006   | 1P02004R         | N/A                    |
| 11          | 4           | "Mac Bangs Dennis' Mom"                         | Dan Attias     | Charlie Day & Glenn Howerton                                 | 6 de Julho de 2006   | 1P02005R         | N/A                    |
| 12          | 5           | "Hundred Dollar Baby"                           | Dan Attias     | Rob McElhenney, Charlie Day & Glenn Howerton                 | 13 de Julho de 2006  | 1P02007          | N/A                    |
| 13          | 6           | "The Gang Gives Back"                           | Dan Attias     | Charlie Day                                                  | 20 de Julho de 2006  | 1P02003          | N/A                    |
| 14          | 7           | "The Gang Exploits a Miracle"                   | Dan Attias     | Charlie Day & Chris Romano & Eric Falconer                   | 27 de Julho de 2006  | 1P02009          | N/A                    |
| 8           | 15          | "The Gang Runs for Office"                      | Dan Attias     | David Hornsby                                                | 3 de Agosto de 2006  | 1P02006          | N/A                    |
| 9           | 16          | "Charlie Goes America All Over Everybody's Ass" | Dan Attias     | Rob McElhenney & Charlie Day                                 | 10 de Agosto de 2006 | 1P02008          | N/A                    |
| 17          | 10          | "Dennis and Dee Get a New Dad"                  | Dan Attias     | Rob McElhenney                                               | 17 de Agosto de 2006 | 1P02010          | 0,960                  |

### 3.ª temporada (2007)
O FX anunciou a 7 de Novembro de 2006 que o seriado havia sido renovado para uma terceira temporada de quinze episódios. A temporada estreou na noite de 13 de Setembro de 2007, com transmissão de dois episódios, e terminou a 15 de Novembro do mesmo ano.
| N.º (série) | N.º (temp.) | Título                                        | Realizador   | Argumentista(s)                             | Transmissão original   | Cód. de produção  | Audiência (em milhões) |
| 18          | 1           | "The Gang Finds a Dumpster Baby"              | Jerry Levine | Rob McElhenney & Charlie Day                | 13 de Setembro de 2007 | IP03001           | 2,330                  |
| 19          | 2           | "The Gang Gets Invincible"                    | Fred Savage  | Charlie Day, Glenn Howerton & David Hornsby | 13 de Setembro de 2007 | IP03010           | 1,860                  |
| 20          | 3           | "Dennis and Dee's Mom Is Dead"                | Matt Shakman | Rob McElhenney & David Hornsby              | 20 de Setembro de 2007 | IP03013           | N/A                    |
| 21          | 4           | "The Gang Gets Held Hostage"                  | Fred Savage  | Lisa Parsons & Rob McElhenney               | 20 de Setembro de 2007 | IP03009           | N/A                    |
| 22          | 5           | "The Aluminum Monster vs. Fatty Magoo"        | Fred Savage  | Charlie Day & Glenn Howerton                | 27 de Setembro de 2007 | IP03007           | N/A                    |
| 23          | 6           | "The Gang Solves the North Korea Situation"   | Fred Savage  | Charlie Day & Scott Marder & Rob Rosell     | 27 de Setembro de 2007 | IP03006           | N/A                    |
| 24          | 7           | "The Gang Sells Out"                          | Matt Shakman | Charlie Day & David Hornsby                 | 4 de Outubro de 2007   | IP03014           | N/A                    |
| 25          | 8           | "Frank Sets Sweet Dee on Fire"                | Fred Savage  | Rob McElhenney, Scott Marder & Rob Rosell   | 4 de Outubro de 2007   | IP03008           | N/A                    |
| 26          | 9           | "Sweet Dee's Dating a Retarded Person"        | Jerry Levine | Glenn Howerton, Scott Marder & Rob Rosell   | 11 de Outubro de 2007  | IP03002           | N/A                    |
| 27          | 10          | "Mac is a Serial Killer"                      | Jerry Levine | Charlie Day & David Hornsby                 | 18 de Outubro de 2007  | IP03003           | N/A                    |
| 28          | 11          | "Dennis Looks Like a Registered Sex Offender" | Jerry Levine | Rob McElhenney                              | 25 de Outubro de 2007  | IP03005           | N/A                    |
| 29–30       | 12–13       | "The Gang Gets Whacked"                       | Matt Shakman | Glenn Howerton, Scott Marder & Rob Rosell   | 1 de Novembro de 2007  | IP03011 / IP03012 | N/A                    |
| 31          | 14          | "Bums: Making a Mess All Over the City"       | Jerry Levine | Charlie Day & David Hornsby                 | 8 de Novembro de 2007  | IP03004           | N/A                    |
| 32          | 15          | "The Gang Dances Their Asses Off"             | Matt Shakman | David Hornsby & Scott Marder & Rob Rosell   | 15 de Novembro de 2007 | IP03015           | 0,990                  |

1. ↑  A segunda parte de "The Gang Gets Whacked" teve o seu argumento escrito apenas por Scott Marder & Rob Rosell.

### 4.ª temporada (2008)
A quarta temporada foi transmitida entre 18 de Setembro e 20 de Novembro de 2008, totalizando treze episódios, dois a menos que a temporada anterior. A quarta temporada marcou a transmissão do segundo episódio duplo da série, "Mac and Charlie Die". O episódio "The Nightman Cometh" deu origem ao musical de mesmo nome que foi apresentado ao longo de Setembro de 2009 pelo elenco da série nas cidades de Boston, Filadélfia, Los Angeles, Nova Iorque, San Francisco, Seattle.
| N.º (série) | N.º (temp.) | Título                                               | Realizador                 | Argumentista(s)                                | Transmissão original   | Cód. de produção  | Audiência (em milhões) |
| 33          | 1           | "Mac and Dennis: Manhunters"                         | Fred Savage                | Charlie Day & Jordan Young & Elijah Aron       | 18 de Setembro de 2008 | IP04002           | 1,73                   |
| 34          | 2           | "The Gang Solves the Gas Crisis"                     | Matt Shakman               | Charlie Day & Sonny Lee & Patrick Walsh        | 18 de Setembro de 2009 | IP04009           | 1,60                   |
| 35          | 3           | "America's Next Top Paddy's Billboard Model Contest" | Fred Savage                | Rob McElhenney & Charlie Day & Adam Stein      | 25 de Setembro de 2008 | IP04006           | 1,44                   |
| 36          | 4           | "Mac's Banging the Waitress"                         | Fred Savage                | David Hornsby                                  | 25 de Setembro de 2008 | IP04011           | 1,35                   |
| 37–38       | 5–6         | "Mac and Charlie Die"                                | Fred Savage & Matt Shakman | Charlie Day, Glenn Howerton & Rob McElhenney   | 2 de Outubro de 2008   | IP04003 / IP04004 | 1,02                   |
| 39          | 7           | "Who Pooped the Bed?"                                | Fred Savage                | Rob McElhenney, Scott Marder & Rob Rosell      | 9 de Outubro de 2008   | IP04007           | 1,28                   |
| 40          | 8           | "Paddy's Pub: The Worst Bar in Philadelphia"         | Matt Shakman               | Scott Marder & Rob Rosell & David Hornsby      | 16 de Outubro de 2008  | IP04012           | 1,27                   |
| 41          | 9           | "Dennis Reynolds: An Erotic Life"                    | Fred Savage                | Glenn Howerton & Rob Rosell & Scott Marder     | 23 de Outubro de 2008  | IP04005           | 1,32                   |
| 42          | 10          | "Sweet Dee Has a Heart Attack"                       | Matt Shakman               | Rob Rosell & Scott Marder                      | 30 de Outubro de 2008  | IP04013           | 1,15                   |
| 43          | 11          | "The Gang Cracks the Liberty Bell"                   | Matt Shakman               | Rob McElhenney, Glenn Howerton & David Hornsby | 6 de Novembro de 2008  | IP04010           | 1,36                   |
| 44          | 12          | "The Gang Gets Extreme: Home Makeover Edition"       | Fred Savage                | Charlie Day, Glenn Howerton & David Hornsby    | 13 de Novembro de 2008 | IP04001           | 1,31                   |
| 45          | 13          | "The Nightman Cometh"                                | Matt Shakman               | Charlie Day, Glenn Howerton & Rob McElhenney   | 20 de Novembro de 2008 | IP04008           | 1,30                   |

1. ↑  A segunda parte de "Mac and Charlie Die" foi dirigida apenas por Fred Savage.

### 5.ª temporada (2009)
A temporada foi assistida por 2,28 milhões de telespectadores. Além disso, dentre todos os outros transmitidos pela emissora, o seriado foi o terceiro mais assistido do ano.
| N.º (série) | N.º (temp.) | Título                                             | Realizador      | Argumentista(s)                          | Transmissão original   | Cód. de produção | Audiência (em milhões) |
| 46          | 1           | "The Gang Exploits the Mortgage Crisis"            | Randall Einhorn | Becky Mann & Audra Sielaff               | 17 de Setembro de 2009 | IP05008          | 2,240                  |
| 47          | 2           | "The Gang Hits the Road"                           | Fred Savage     | Charlie Day & Glenn Howerton             | 24 de Setembro de 2009 | IP05005          | 1,790                  |
| 48          | 3           | "The Great Recession"                              | Fred Savage     | David Hornsby                            | 1 de Outubro de 2009   | IP05007          | 2,010                  |
| 49          | 4           | "The Gang Gives Frank an Intervention"             | Fred Savage     | Scott Marder & Rob Rosell                | 8 de Outubro de 2009   | IP05006          | 1,510                  |
| 50          | 5           | "The Waitress Is Getting Married"                  | Fred Savage     | Charlie Day & Glenn Howerton             | 15 de Outubro de 2009  | IP05004          | 1,610                  |
| 51          | 6           | "The World Series Defense"                         | Randall Einhorn | David Hornsby                            | 22 de Outubro de 2009  | IP05014          | 1,610                  |
| 52          | 7           | "The Gang Wrestles for the Troops"                 | Randall Einhorn | Scott Marder & Rob Rosell                | 29 de Outubro de 2009  | IP05012          | 1,350                  |
| 53          | 8           | "Paddy's Pub: Home of the Original Kitten Mittens" | Randall Einhorn | Sonny Lee & Patrick Walsh                | 5 de Novembro de 2009  | IP05011          | 1,990                  |
| 54          | 9           | "Mac and Dennis Break Up"                          | Fred Savage     | Scott Marder & Rob Rosell                | 12 de Novembro de 2009 | IP05003          | 1,870                  |
| 55          | 10          | "The D.E.N.N.I.S. System"                          | Randall Einhorn | David Hornsby, Scott Marder & Rob Rosell | 19 de Novembro de 2009 | IP05013          | 1,490                  |
| 56          | 11          | "Mac and Charlie Write a Movie"                    | Randall Einhorn | Glenn Howerton & Rob McElhenney          | 3 de Dezembro de 2009  | IP05009          | 1,890                  |
| 57          | 12          | "The Gang Reignites the Rivalry"                   | Randall Einhorn | Dave Chernin & Charlie Day               | 10 de Dezembro de 2009 | IP05010          | 1,680                  |

### 6.ª temporada (2010)
It's Always Sunny in Philadelphia foi renovada para uma sexta temporada de treze episódios em 2009, que estreou a 16 de Setembro de 2010. Durante as filmagens, Olson engravidou do seu marido McElhenney, então, os produtores da série decidiram misturar a gravidez no enredo da temporada. O episódio "A Very Sunny Christmas" foi inicialmente lançado apenas para download digital, DVD e blu-ray. O episódio esteve à venda a 17 de Novembro de 2009 e foi transmitido no FX na noite de 16 de Dezembro de 2010 como o último episódio da temporada.
O primeiro episódio da temporada, "Mac Fights Gay Marriage", foi visto por 2,21 milhões de telespectadores norte-americanos, um marco considerado fantástico para uma série que está na sua sexta temporada. Além disso, com este marco, It's Always Sunny in Philadelphia tornou-se na transmissão de comédia mais assistida do FX.
| N.º (série) | N.º (temp.) | Título                                  | Realizador      | Argumentista(s)                            | Transmissão original   | Cód. de produção  | Audiência (em milhões) |
| 58          | 1           | "Mac Fights Gay Marriage"               | Randall Einhorn | Becky Mann & Audra Sielaff                 | 16 de Setembro de 2010 | XIP06005          | 2,210                  |
| 59          | 2           | "Dennis Gets Divorced"                  | Randall Einhorn | Dave Chernin & John Chernin                | 23 de Setembro de 2010 | XIP06006          | 1,680                  |
| 60          | 3           | "The Gang Buys a Boat"                  | Randall Einhorn | Charlie Day & Rob McElhenney               | 30 de Setembro de 2010 | XIP06001          | 1,460                  |
| 61          | 4           | "Mac's Big Break"                       | Randall Einhorn | Rob Rosell                                 | 7 de Outubro de 2010   | XIP06002          | 1,230                  |
| 62          | 5           | "Mac and Charlie: White Trash"          | Randall Einhorn | Luvh Rakhe                                 | 14 de Outubro de 2010  | XIP06003          | 1,480                  |
| 63          | 6           | "Mac's Mom Burns Her House Down"        | Matt Shakman    | Scott Marder & Rob Rosell                  | 21 de Outubro de 2010  | XIP06008          | 1,070                  |
| 64          | 7           | "Who Got Dee Pregnant?"                 | Randall Einhorn | Charlie Day & Rob McElhenney               | 28 de Outubro de 2010  | XIP06007          | 1,190                  |
| 65          | 8           | "The Gang Gets a New Member"            | Matt Shakman    | David Hornsby                              | 4 de Novembro de 2010  | XIP06009          | 1,670                  |
| 66          | 9           | "Dee Reynolds: Shaping America's Youth" | Matt Shakman    | David Hornsby                              | 11 de Novembro de 2010 | XIP06010          | 1,440                  |
| 67          | 10          | "Charlie Kelly: King of the Rats"       | Matt Shakman    | Scott Marder & Rob Rosell                  | 18 de Novembro de 2010 | XIP06011          | 1,690                  |
| 68          | 11          | "The Gang Gets Stranded in the Woods"   | Matt Shakman    | Scott Marder & Rob Rosell & Luvh Rakhe     | 2 de Dezembro de 2010  | XIP06012          | 1,650                  |
| 69          | 12          | "Dee Gives Birth"                       | Matt Shakman    | David Hornsby & Becky Mann & Audra Sielaff | 9 de Dezembro de 2010  | XIP06013          | 1,460                  |
| 70–71       | 13–14       | "A Very Sunny Christmas"                | Fred Savage     | Charlie Day & Rob McElhenney               | 16 de Dezembro de 2010 | IP05001 / IP05002 | 1,160                  |

### 7.ª temporada (2011)
A estreia da temporada, o episódio "Frank's Pretty Woman", foi assistido por 2,275 milhões de telespectadores norte-americanos, tornando-se assim na segunda estreia de temporada mais assistida da série. Esta foi a temporada mais assistida da série.
| N.º (série) | N.º (temp.) | Título                                               | Realizador                     | Argumentista(s)                               | Transmissão original   | Cód. de produção | Audiência (em milhões) |
| 72          | 1           | "Frank's Pretty Woman"                               | Matt Shakman                   | Scott Marder & Rob Rosell                     | 15 de Setembro de 2011 | XIP07002         | 2,280                  |
| 73          | 2           | "The Gang Goes to the Jersey Shore"                  | Matt Shakman                   | Dave Chernin & John Chernin                   | 22 de Setembro de 2011 | XIP07012         | 1,930                  |
| 74          | 3           | "Frank Reynolds’ Little Beauties"                    | Matt Shakman                   | Scott Marder & Rob Rosell                     | 29 de Setembro de 2011 | XIP07011         | 2,030                  |
| 75          | 4           | "Sweet Dee Gets Audited"                             | Matt Shakman                   | Rob McElhenney & Glenn Howerton & Charlie Day | 6 de Outubro de 2011   | XIP07010         | 1,820                  |
| 76          | 5           | "Frank's Brother"                                    | Matt Shakman                   | David Hornsby                                 | 13 de Outubro de 2011  | XIP07004         | 1,420                  |
| 77          | 6           | "The Storm of the Century"                           | Matt Shakman                   | Charles W. Hornsby                            | 20 de Outubro de 2011  | XIP07008         | 1,520                  |
| 78          | 7           | "Chardee MacDennis: The Game of Games"               | Matt Shakman                   | Charlie Day & Rob McElhenney                  | 27 de Outubro de 2011  | XIP07001         | 1,380                  |
| 79          | 8           | "The Anti-Social Network"                            | Matt Shakman                   | Charlie Day & Glenn Howerton                  | 3 de Novembro de 2011  | XIP07003         | 1,690                  |
| 80          | 9           | "The Gang Gets Trapped"                              | Matt Shakman                   | Luvh Rakhe                                    | 10 de Novembro de 2011 | XIP07009         | 1,320                  |
| 81          | 10          | "How Mac Got Fat"                                    | Randall Einhorn & Matt Shakman | Scott Marder & Mehar Sethi                    | 17 de Novembro de 2011 | XIP06004         | 1,260                  |
| 82          | 11          | "Thunder Gun Express"                                | Matt Shakman                   | Dave Chernin & John Chernin                   | 1 de Dezembro de 2011  | XIP07007         | 1,520                  |
| 83          | 12          | "The High School Reunion"                            | Matt Shakman                   | Glenn Howerton & Rob McElhenney               | 8 de Dezembro de 2011  | XIP07005         | 1,400                  |
| 84          | 13          | "The High School Reunion Part 2: The Gang's Revenge" | Matt Shakman                   | Glenn Howerton & Rob McElhenney               | 15 de Dezembro de 2011 | XIP07006         | 1,320                  |

### 8.ª temporada (2012)
A temporada foi confirmada através da publicação de um vídeo promocional intitulado Beware em Agosto de 2012. A programação da FX para a temporada televisiva de 2012-13 foi anunciada no início de Setembro de 2012, com It's Always Sunny in Philadelphia com data de estreia marcada para 11 de Outubro. O episódio "The Gang Recycles Their Trash" foi a transmissão do FX mais assistida da noite de 18 de Outubro de 2012 pelos telespectadores adultos entre os 18 aos 49 anos de idade.
| N.º (série) | N.º (temp.) | Título                                      | Realizador    | Argumentista(s)                               | Transmissão original   | Cód. de produção | Audiência (em milhões) |
| 85          | 1           | "Pop–Pop: The Final Solution"               | Matt Shakman  | Charlie Day & Glenn Howerton & Rob McElhenney | 11 de Outubro de 2012  | XIP08002         | 1,050                  |
| 86          | 2           | "The Gang Recycles Their Trash"             | Matt Shakman  | Charlie Day, Glenn Howerton & Rob McElhenney  | 18 de Outubro de 2012  | XIP08001         | 1,100                  |
| 87          | 3           | "The Maureen Ponderosa Wedding Massacre"    | Richie Keen   | Charlie Day, Glenn Howerton & Rob McElhenney  | 25 de Outubro de 2012  | XIP08009         | 1,120                  |
| 88          | 4           | "Charlie and Dee Find Love"                 | Richie Keen   | Charlie Day, Glenn Howerton & Rob McElhenney  | 1 de Novembro de 2012  | XIP08006         | 1,390                  |
| 89          | 5           | "The Gang Gets Analyzed"                    | Todd Biermann | Luvh Rakhe                                    | 8 de Novembro de 2012  | XIP08005         | 1,110                  |
| 90          | 6           | "Charlie's Mom Has Cancer"                  | Richie Keen   | Scott Marder & Rob Rosell                     | 15 de Novembro de 2012 | XIP08008         | 0,940                  |
| 91          | 7           | "Frank's Back in Business"                  | Richie Keen   | Dave Chernin & John Chernin                   | 29 de Novembro de 2012 | XIP08007         | 1,080                  |
| 92          | 8           | "Charlie Rules the World"                   | Matt Shakman  | David Hornsby                                 | 6 de Dezembro de 2012  | XIP08003         | 1,010                  |
| 93          | 9           | "The Gang Dines Out"                        | Matt Shakman  | Mehar Sethi                                   | 13 de Dezembro de 2012 | XIP08004         | 0,920                  |
| 94          | 10          | "Reynolds vs. Reynolds: The Cereal Defense" | Richie Keen   | Charlie Day, Glenn Howerton & Rob McElhenney  | 20 de Dezembro de 2012 | XIP08010         | 0,940                  |

### 9.ª temporada (2013)
Em Agosto de 2011, o FX anunciou que havia renovado a série para uma nona temporada, com estreia prevista para a primavera de 2013. Esta foi a primeira temporada da série a ser transmitida no FXX, um novo canal pertencente à FX Network. Devido a isto, a transmissão do seriado foi mudada para as noites de quarta-feira. O produtor Rob McElhenney revelou a 14 de Maio de 2013 que David Benioff e D. B. Weiss, os criadores da série Game of Thrones, haviam escrito o argumento de um episódio da nona temporada de It's Always Sunny in Philadelpha. Este episódio foi mais tarde anunciado como o oitavo: "Flowers for Charlie". A temporada viu o regresso de Dan Attias à série, que não dirigia um episódio desde a segunda temporada.
O 100.° episódio da série foi transmitido na noite de 9 de Outubro de 2013.
| N.º (série) | N.º (temp.) | Título                                       | Realizador    | Argumentista(s)                              | Transmissão original   | Cód. de produção | Audiência (em milhões) |
| 95          | 1           | "The Gang Broke Dee"                         | Richie Keen   | Charlie Day, Glenn Howerton & Rob McElhenney | 4 de Setembro de 2013  | XIP09001         | 0,760                  |
| 96          | 2           | "Gun Fever Too: Still Hot"                   | Todd Biermann | Charlie Day, Glenn Howerton & Rob McElhenney | 11 de Setembro de 2013 | XIP09005         | 0,610                  |
| 97          | 3           | "The Gang Tries Desperately to Win an Award" | Richie Keen   | David Hornsby                                | 18 de Setembro de 2013 | XIP09003         | 0,520                  |
| 98          | 4           | "Mac and Dennis Buy a Timeshare"             | Daniel Attias | Dave Chernin & John Chernin                  | 25 de Setembro de 2013 | XIP09008         | 0,460                  |
| 99          | 5           | "Mac Day"                                    | Richie Keen   | Charlie Day, Glenn Howerton & Rob McElhenney | 2 de Outubro de 2013   | XIP09004         | 0,460                  |
| 100         | 6           | "The Gang Saves the Day"                     | Raniel Attias | Dave Chernin & John Chernin                  | 9 de Outubro de 2013   | XIP09007         | 0,500                  |
| 101         | 7           | "The Gang Gets Quarantined"                  | Heath Cullens | David Hornsby                                | 16 de Outubro de 2013  | XIP09010         | 0,570                  |
| 102         | 8           | "Flowers for Charlie"                        | Daniel Attias | David Benioff & D. B. Weiss                  | 23 de Outubro de 2013  | XIP09009         | 0,460                  |
| 103         | 9           | "The Gang Makes Lethal Weapon 6"             | Daniel Attias | Scott Marder                                 | 30 de Outubro de 2013  | XIP09006         | 0,430                  |
| 104         | 10          | "The Gang Squashes Their Beefs"              | Todd Biermann | Rob Rosell                                   | 6 de Novembro de 2013  | XIP09002         | 0,530                  |

### 10.ª temporada (2015)
A 28 de Março de 2013, o FX anunciou a renovação de It's Always Sunny in Philadeplhia para uma décima temporada. Contudo, esta iria estrear apenas em Janeiro de 2015 no novo canal de televisão FXX.
| N.º (série) | N.º (temp.) | Título                                            | Realizador    | Argumentista(s)                               | Transmissão original    | Cód. de produção | Audiência (em milhões) |
| 105         | 1           | "The Gang Beats Boggs"                            | Todd Biermann | Dave Chernin & John Chernin                   | 14 de Janeiro de 2015   | XIP10001         | 0,786                  |
| 106         | 2           | "The Gang Group Dates"                            | Richie Keen   | Rob Rosell                                    | 21 de Janeiro de 2015   | XIP10008         | 0,524                  |
| 107         | 3           | "Psycho Pete Returns"                             | Todd Biermann | Charlie Day & Glenn Howerton & Rob McElhenney | 28 de Janeiro de 2015   | XIP10002         | 0,511                  |
| 108         | 4           | "Charlie Work"                                    | Matt Shakman  | Charlie Day, Glenn Howerton & Rob McElhenney  | 4 de Fevereiro de 2015  | XIP10004         | 0,554                  |
| 109         | 5           | "The Gang Spies Like U.S."                        | Matt Shakman  | David Hornsby                                 | 11 de Fevereiro de 2015 | XIP10003         | 0,527                  |
| 110         | 6           | "The Gang Misses the Boat"                        | Richie Keen   | Charlie Day, Glenn Howerton & Rob McElhenney  | 18 de Fevereiro de 2015 | XIP10007         | 0,544                  |
| 111         | 7           | "Mac Kills His Dad"                               | Heath Cullens | Dave Chernin, John Chernin & David Hornsby    | 25 de Fevereiro de 2015 | XIP10010         | 0,442                  |
| 112         | 8           | "The Gang Goes on Family Fight"                   | Matt Shakman  | Charlie Day, Glenn Howerton & Rob McElhenney  | 4 de Março de 2015      | XIP10005         | 0,445                  |
| 113         | 9           | "Frank Retires"                                   | Richie Keen   | Charlie Day, Glenn Howerton & Rob McElhenney  | 11 de Março de 2015     | XIP10006         | 0,505                  |
| 114         | 10          | "Ass Kickers United: Mac and Charlie Join a Cult" | Heath Cullens | Scott Marder                                  | 18 de Março de 2015     | XIP10009         | 0,543                  |

### 11.ª temporada (2016)
A décima primeira temporada foi transmitida a partir de 6 de Janeiro até 9 de Março de 2016, totalizando dez episódios.
| N.º (série) | N.º (temp.) | Título                                            | Realizador    | Argumentista(s)                | Transmissão original    | Cód. de produção | Audiência (em milhões) |
| 115         | 1           | "Chardee MacDennis 2: Electric Boogaloo"          | Heath Cullens | Rob McElhenney & Charlie Day   | 6 de Janeiro de 2016    | XIP11005         | 0,716                  |
| 116         | 2           | "Frank Falls Out the Window"                      | Heath Cullens | David Hornsby                  | 13 de Fevereiro de 2016 | XIP11004         | 0,511                  |
| 117         | 3           | "The Gang Hits the Slopes"                        | Heath Cullens | Dave Chernin & John Chernin    | 20 de Janeiro de 2016   | XIP11001         | 0,609                  |
| 118         | 4           | "Dee Made a Smut Film"                            | Todd Biermann | Eric Ledgin                    | 27 de Janeiro de 2016   | XIP11006         | 0,478                  |
| 119         | 5           | "Mac & Dennis Move to the Suburbs"                | Todd Biermann | Hunter Covington               | 3 de Fevereiro de 2016  | XIP11010         | 0,563                  |
| 120         | 6           | "Being Frank"                                     | Heath Cullens | Scott Marder                   | 10 de Fevereiro de 2016 | XIP11002         | 0,536                  |
| 121         | 7           | "McPoyle vs. Ponderosa: The Trial of the Century" | Todd Biermann | Conor Galvin                   | 17 de Fevereiro de 2016 | XIP11009         | 0,531                  |
| 122         | 8           | "Charlie Catches a Leprechaun"                    | Heath Cullens | Jon Silberman & Josh Silberman | 24 de Fevereiro de 2016 | XIP11003         | 0,515                  |
| 123         | 9           | "The Gang Goes to Hell"                           | Todd Biermann | David Hornsby & Scott Marder   | 2 de Março de 2016      | XIP11007         | 0,485                  |
| 124         | 10          | "The Gang Goes to Hell: Part Two"                 | Todd Biermann | David Hornsby & Scott Marder   | 9 de Março de 2016      | XIP11008         | 0,460                  |

### 12.ª temporada (2017)
A décima segunda temporada estreou a 4 de Janeiro de 2017, tendo terminado a 8 de Março seguinte ao fim de dez episódios. Um episódio musical foi revelado por Glenn Howerton em Dezembro de 2016, que foi o primeiro da temporada.
| N.º (série) | N.º (temp.) | Título                                    | Realizador      | Argumentista(s)                              | Transmissão original    | Cód. de produção | Audiência (em milhões) |
| 125         | 1           | "The Gang Turns Black"                    | Matt Shakman    | Charlie Day, Glenn Howerton & Rob McElhenney | 4 de Janeiro de 2017    | XIP12008         | 0,730                  |
| 126         | 2           | "The Gang Goes to a Water Park"           | Matt Shakman    | Eric Ledgin                                  | 11 de Janeiro de 2017   | XIP12007         | 0,574                  |
| 127         | 3           | "Old Lady House: A Situation Comedy"      | Maurice Marable | Dannah Phirman & Danielle Schneider          | 18 de Janeiro de 2017   | XIP12005         | 0,602                  |
| 128         | 4           | "Wolf Cola: A Public Relations Nightmare" | Matt Shakman    | David Hornsby & Scott Marder                 | 25 de Janeiro de 2017   | XIP12006         | 0,629                  |
| 129         | 5           | "Making Dennis Reynolds a Murderer"       | Maurice Marable | Conor Galvin                                 | 1 de Fevereiro de 2017  | XIP12004         | 0,602                  |
| 130         | 6           | "Hero or Hate Crime?"                     | Jamie Babbit    | Charlie Day, Glenn Howerton & Rob McElhenney | 8 de Fevereiro de 2017  | XIP12002         | 0,551                  |
| 131         | 7           | "PTSDee"                                  | Jamie Babbit    | Charlie Day, Glenn Howerton & Rob McElhenney | 15 de Fevereiro de 2017 | XIP12003         | 0,572                  |
| 132         | 8           | "The Gang Tends Bar"                      | Matt Shakman    | Megan Ganz                                   | 22 de Fevereiro de 2017 | XIP12009         | 0,587                  |
| 133         | 9           | "A Cricket's Tale"                        | Jamie Babbit    | David Hornsby & Scott Marder                 | 1 de Março de 2017      | XIP12001         | 0,523                  |
| 134         | 10          | "Dennis' Double Life"                     | Matt Shakman    | Charlie Day, Glenn Howerton & Rob McElhenney | 8 de Março de 2017      | XIP12010         | 0,640                  |

### 13.ª temporada (2018)
Na manhã de 1 de Abril de 2016, foi revelado através de uma conferência de imprensa pelos presidentes da programação da FX Networks e FX Productions que It's Always Sunny in Philadelphia fora renovada para uma décima terceira e décima quarta temporadas. "Se alguém duvida do poder de uma camcorder e um sonho, apenas vejam It's Always Sunny in Philadelphia, que era apenas um simples projecto quando Rob, Charlie e Glenn trouxeram-no à FX e agora será recordada na história da televisão como uma das comédias mais amadas e duradouras. Poucos seriados chegam tão longe ou têm fãs tão devotados, e nós devemos tudo à visão criativa e grande humor dos criadores e elenco que mantêm Sunny fresco e inventivo a cada temporada", disse Nick Grad.
Em Abril do ano seguinte, foi reportado por Olson que o seriado iria entrar em um hiato extenso. Em entrevista ao TV Guide, afirmou: "Acabamos por adiar a nossa próxima temporada por um ano porque estamos todos ocupados com projectos separados neste ano. Então, após concluir as filmagens de The Mick, logo juntar-me-ei à Sunny." O trailer promocional para a temporada, no qual a personagem interpretada por Howeron é substituída por um outro actor, foi divulgado em meados de Agosto de 2018, com data de estreia prevista para 5 de Setembro de 2018.
| N.º (série) | N.º (temp.) | Título                                 | Realizador        | Argumentista(s)                     | Transmissão original   | Cód. de produção | Audiência (em milhões) |
| 135         | 1           | "The Gang Makes Paddy's Great Again"   | Todd Biermann     | David Hornsby                       | 5 de Setembro de 2018  | XIP13010         | 0,606                  |
| 136         | 2           | "The Gang Escapes"                     | Lauren Palmigiano | Megan Ganz                          | 12 de Setembro de 2018 | XIP13006         | 0,390                  |
| 137         | 3           | "The Gang Beats Boggs: Ladies Reboot"  | Kat Coiro         | Dannah Phirman & Danielle Schneider | 19 de Setembro de 2018 | XIP13002         | 0,420                  |
| 138         | 4           | "Time's Up For The Gang"               | Kat Coiro         | Megan Ganz                          | 26 de Setembro de 2018 | XIP13001         | 0,312                  |
| 139         | 5           | "The Gang Gets New Wheels"             | Todd Biermann     | Conor Galvin                        | 3 de Outubro de 2018   | XIP13007         | 0,319                  |
| 140         | 6           | "The Gang Solves The Bathroom Problem" | Josh Drisko       | Erin Ryan                           | 10 de Outubro de 2018  | XIP13005         | 0,342                  |
| 141         | 7           | "The Gang Does A Clip Show"            | Todd Biermann     | Dannah Phirman & Danielle Schneider | 17 de Outubro de 2018  | XIP13008         | 0,298                  |
| 142         | 8           | "Charlie's Home Alone"                 | Kat Coiro         | Adam Weinstock & Andy Jones         | 24 de Outubro de 2018  | XIP13004         | 0,294                  |
| 143         | 9           | "The Gang Wins the Big Game"           | Kat Coiro         | Conor Galvin                        | 31 de Outubro de 2018  | XIP13003         | 0,323                  |
| 144         | 10          | "Mac Finds His Pride"                  | Todd Biermann     | Rob McElhenney & Charlie Day        | 7 de Novembro de 2018  | XIP13009         | 0,357                  |

### 14.ª temporada (2019)
As filmagens para a décima quarta temporada tiveram início por volta de Junho de 2019, e a transmissão da temporada teve início a 25 de Setembro.
| N.º (série) | N.º (temp.) | Título                           | Realizador          | Argumentista(s)                     | Transmissão original   | Cód. de produção | Audiência (em milhões) |
| 145         | 1           | "The Gang Gets Romantic"         | Glenn Howerton      | Rob McElhenney & Charlie Day        | 25 de Setembro de 2019 | XIP14001         | 0,481                  |
| 146         | 2           | "Thunder Gun 4: Maximum Cool"    | Heath Cullens       | Conor Galvin                        | 2 de Outubro de 2019   | XIP14006         | 0,317                  |
| 147         | 3           | "Dee Day"                        | Pete Chatmon        | Megan Ganz                          | 9 de Outubro de 2019   | XIP14010         | 0,308                  |
| 148         | 4           | "The Gang Chokes"                | Glenn Howerton      | John Howell Harris                  | 16 de Outubro de 2019  | XIP14002         | 0,296                  |
| 149         | 5           | "The Gang Texts"                 | Tim Roche           | Rob McElhenney & Charlie Day        | 23 de Outubro de 2019  | XIP14004         | 0,259                  |
| 150         | 6           | "The Janitor Always Mops Twice"  | Heath Cullens       | Megan Ganz                          | 30 de Outubro de 2019  | XIP14005         | 0,248                  |
| 151         | 7           | "The Gang Solves Global Warming" | Pete Chatmon        | Rob McElhenney & Charlie Day        | 6 de Novembro de 2019  | XIP14008         | 0,261                  |
| 152         | 8           | "A Woman's Right to Chop"        | Pete Chatmon        | Dannah Phirman & Danielle Schneider | 13 de Novembro de 2019 | XIP14009         | 0,314                  |
| 153         | 9           | "Paddy's Has a Jumper"           | Kimberly McCullough | Dannah Phirman & Danielle Schneider | 20 de Novembro de 2019 | XIP14003         | 0,268                  |
| 154         | 10          | "Waiting for Big Mo"             | Pete Chatmon        | David Hornsby                       | 20 de Novembro de 2019 | XIP14007         | 0,236                  |

### 15.ª temporada (2021)
A 15.ª temporada foi anunciada em Maio de 2020, fazendo de It's Always Sunny in Philadelphia a série de comédia live action mais duradoura da história da televisão norte-americana, ultrapassando as quatorze temporadas de The Adventures of Ozzie and Harriet (1952-66). Em Abril de 2020, McElhenney anunciou que os enredos para os episódios já haviam começado a ser escritos, com as filmagens decorrendo entre Maio e Outubro de 2021 em lugares como a cidade irlandesa de Dublin. Esta foi a primeira temporada de It's Always Sunny in Philadelphia a não ser distribuída pela 20th Television e, em vez disso, pela Disney–ABC Domestic Television devido à fusão Disney-FOX em Dezembro de 2017.
| N.º (série) | N.º (temp.) | Título                                    | Realizador    | Argumentista(s)                               | Transmissão original   | Cód. de produção | Audiência (em milhões) |
| 155         | 1           | "2020: A Year In Review"                  | Todd Biermann | Rob McElhenney & Charlie Day & Glenn Howerton | 1 de Dezembro de 2021  | XIP15001         | 0,285                  |
| 156         | 2           | "The Gang Makes Lethal Weapon 7"          | Pete Chatmon  | Keyonna Taylor & Katie McElhenney             | 1 de Dezembro de 2021  | XIP15002         | 0,237                  |
| 157         | 3           | "The Gang Buys a Roller Rink"             | Richie Keen   | Rob Rosell & David Hornsby                    | 8 de Dezembro de 2021  | XIP15003         | 0,318                  |
| 158         | 4           | "The Gang Replaces Dee With a Monkey"     | Todd Biermann | Glenn Howerton & Nina Pedrad                  | 8 de Dezembro de 2021  | XIP15004         | 0,235                  |
| 159         | 5           | "The Gang Goes to Ireland"                | Megan Ganz    | Rob McElhenney & Charlie Day & Glenn Howerton | 15 de Dezembro de 2021 | XIP15005         | 0,285                  |
| 160         | 6           | "The Gang's Still in Ireland"             | Megan Ganz    | Rob McElhenney & Charlie Day & Glenn Howerton | 15 de Dezembro de 2021 | XIP15006         | 0,232                  |
| 161         | 7           | "Dee Sinks in a Bog"                      | Pete Chatmon  | David Hornsby & Rob Rosell                    | 22 de Dezembro de 2021 | XIP15007         | 0,293                  |
| 162         | 8           | "The Gang Carries a Corpse Up a Mountain" | Richie Keen   | Megan Ganz                                    | 22 de Dezembro de 2021 | XIP15008         | 0,255                  |

### 16.ª temporada (2023)
It’s Always Sunny in Philadelphia foi renovada para uma décima sexta temporada em Dezembro de 2020, juntamente com duas temporadas adicionais confirmadas. As filmagens começaram em Janeiro de 2023 e foram concluídas em Março seguinte, com a temporada estreando a 7 de Junho e sendo concluída a 19 de Julho de 2023, após oito episódios. Teve disponibilidade inicial sob demanda no FXNOW e disponibilidade no dia seguinte na plataforma Hulu.
| N.º (série) | N.º (temp.) | Título                                     | Realizador    | Argumentista(s)                               | Transmissão original | Cód. de produção | Audiência (em milhões) |
| 163         | 1           | "The Gang Inflates"                        | Heath Cullens | Nina Pedrad                                   | 7 de Junho de 2023   | XIP16001         | 0,305                  |
| 164         | 2           | "Frank Shoots Every Member of the Gang"    | Richie Keen   | Davis Kop                                     | 7 de Junho de 2023   | XIP16004         | 0,216                  |
| 165         | 3           | "The Gang Gets Cursed"                     | Richie Keen   | David Hornsby                                 | 14 de Junho de 2023  | XIP16003         | 0,279                  |
| 166         | 4           | "Frank vs. Russia"                         | Heath Cullens | Megan Ganz                                    | 21 de Junho de 2023  | XIP16002         | 0,205                  |
| 167         | 5           | "Celebrity Booze: The Ultimate Cash Grab"  | Megan Ganz    | Rob McElhenney & Charlie Day & Glenn Howerton | 28 de Junho de 2023  | XIP16006         | 0,268                  |
| 168         | 6           | "Risk E. Rat's Pizza and Amusement Center" | Nina Pedrad   | Rob Rosell                                    | 5 de Julho de 2023   | XIP16007         | 0,232                  |
| 169         | 7           | "The Gang Goes Bowling"                    | Megan Ganz    | Rob McElhenney & Charlie Day & Glenn Howerton | 12 de Julho de 2023  | XIP16005         | 0,262                  |
| 170         | 8           | "Dennis Takes a Mental Health Day"         | Heath Cullens | Ross Maloney                                  | 19 de Julho de 2023  | XIP16008         | 0.278                  |